# 域陀·沙克亞
域陀·沙克亞（英語：Victor Shaka，1975年5月1日—），尼日利亞职业足球运动员，现已退役，他曾效力特拉布宗、愉園、LG獵豹隊、蔚山現代及釜山I'Cons。

## 連結
- 域陀·沙克亞在 kleague.com上的出场纪录（韓語）
- Club & Country Statistics （页面存档备份，存于）